# Julia Wieniawa
Julia Marta Wieniawa-Narkiewicz (Varsavia, 23 dicembre 1998) è un'attrice e cantante polacca.

## Biografia
Julia Wieniawa ha fatto il suo debutto discografico con l'album in studio Omamy (2022), classificatosi alla 4ª posizione della OLiS; l'LP è stato anticipato dagli estratti SMRC, Na darmo, Rozkosz, Nie mów, Milczysz, Omamy, Wenus e Mi nie żal. La popolarità riscossa dal disco è stata sufficiente da fruttarle la nomination per l'MTV Europe Music Award al miglior artista polacco del 2022.
Ha collezionato tre dischi di platino dalla Związek Producentów Audio-Video, due per Nie muszę (2018) e uno per Zabierz tę miłość (2021). Sobą tak (2024) è stato il suo primo singolo a entrare la top 40 polacca, mentre Kocham (2025) ha segnato il suo miglior posizionamento nella Single w streamie (11º posto). Od nowa, diffuso nell'aprile seguente, è stato il primo brano della cantante a debuttare all'interno della top ten nazionale.

## Discografia

### Album in studio
- 2022 – Omamy

### Singoli
- 2015 – Co mi jest
- 2017 – Oddycham
- 2018 – Nie muszę
- 2020 – SMRC
- 2020 – Wspólna chwila (con Mery Spolsky e Arek Kłusowski)
- 2020 – Niezadowolona (con Luc)
- 2021 – Zabierz tę miłość (con Maciej Musiałowski)
- 2021 – Na darmo
- 2021 – Sebiksy (con Kacperczyk)
- 2021 – Nie mam dla ciebie miłości (con Kuba Karaś)
- 2022 – Rozkosz
- 2022 – Nie mów
- 2022 – Milczysz
- 2022 – Omamy
- 2022 – Ikona (con Tymek)
- 2022 – Nie muszę (con Kayah)
- 2022 – Wenus
- 2022 – What's Your Feeling (con Ment)
- 2022 – Mi nie żal
- 2023 – Nie całuj (con Dawid Tyszkowski e Kuba Karaś)
- 2023 – Na paluszkach (con Tomasz Makowiecki)
- 2024 – Oszaleję (con Ment)
- 2024 – Sobą tak
- 2024 – Popłyniemy
- 2024 – Nad morze
- 2024 – Nic nie zmieni?
- 2025 – Kocham
- 2025 – Od nowa

## Filmografia

### Cinema
- Kobiety mafii, regia di Patryk Vega (2018)
- Kobieta sukcesu (2018)
- Serce nie sługa, regia di Filip Zylber (2018)
- Jak poślubić milionera (2019)
- W lesie dziś nie zaśnie nikt, regia di Bartosz Kowalski (2020)
- The Hater (Sala samobójców. Hejter), regia di Jan Komasa (2020)
- Wszyscy moi przyjaciele nie żyją, regia di Jan Belcl (2020)
- Small World, regia di Patryk Vega (2021)
- W lesie dziś nie zaśnie nikt 2, regia di Bartosz Kowalski (2021)
- Intruz (2021)
- Jak pokochałam gangstera (2022)
- Nie cudzołóż i nie kradnij (2022)
- Chłopi, regia di Dorota Kobiela e Hugh Welchman (2023)
- Nieobliczalna (2024)
- Nierozłączni (2024)
- Dalej jazda!, regia di Mariusz Kuczewski (2025)

### Televisione
- Rodzinka.pl – serie TV (2013-20)
- Pielęgniarki – serie TV (2014)
- Klan – serie TV (2014)
- Detektyw Łodyga na tropie wynalazków – serie TV (2015)
- Na dobre i na złe – serie TV (2016)
- Na Wspólnej – serie TV (2017)
- Druga szansa – serie TV (2017)
- Lekarze na start – serie TV (2017)
- Mustang: Duch wolności – serie TV (2017)
- W rytmie serca – serie TV (2018)
- Kobiety mafii – serie TV (2018)
- Za marzenia – serie TV (2019)
- Zasada przyjemności – serie TV (2019)
- Zawsze warto – serie TV (2019-20)
- Small World – serie TV (2021)
- Teściowie – serie TV (2023-24)